# David Avis
David Michael Avis (n. 20 de marzo de 1951 (74 años)) es un informático teórico canadiense y británico, profesor en geometría computacional y matemática aplicada en la Escuela de Ciencias de la Computación de la Universidad McGill, en Montreal, Canadá.
Avis recibió su Ph.D. en 1977 en la Universidad Stanford. Ha publicado más de 70 artículos en conferencias y revistas científicas. Posee un número de Erdős 1 debido a su colaboración con Paul Erdős.